# 接触
| ウィキペディアには「接触」という見出しの百科事典記事はありません（タイトルに「接触」を含むページの一覧/「接触」で始まるページの一覧）。 代わりにウィクショナリーのページ「接触」が役に立つかもしれません。 |